# Осборн, Генри Фэрфилд
Ге́нри Фэ́рфилд О́сборн (англ. Henry Fairfield Osborn; 8 августа 1857 — 6 ноября 1935) — американский геолог, евгенист и палеонтолог. Многие годы был президентом Американского музея естественной истории в Нью-Йорке. Описал многие виды ископаемых животных, в том числе тираннозавра (Tyrannosaurus rex).
Член Национальной академии наук США (1900), иностранный член Лондонского королевского общества (1926), член-корреспондент Баварской академии наук (1910), Российской академии наук (1923), Французской академии наук (1927).

## Биография
Генри Осборн родился в городе Фэрфилд, штат Коннектикут, учился в Принстонском университете. С 1883 по 1890 год он был профессором сравнительной анатомии. В 1891 году он был принят на работу в Колумбийский университет, а также в Американский музей естественной истории. В 1896 году в Колумбийском университете он стал профессором зоологии. В 1908 году он сменил на посту президента Музея естественной истории Морриса Джесупа, и оставался им до 1933 года. Он собрал команду палеонтологов и препараторов, среди них были Уильям Берриман Скотт, Рой Чепмен Эндрюс, один из возможных прообразов Индианы Джонса, Чарльз Найт художник-анималист, создавший множество реконструкций вымерших животных.
Осборн был учеником палеонтолога Эдварда Копа, которого он встретил на раскопках в штате Вайоминг. С 1900 года Осборн сотрудничал с Геологической службой США. Он руководил многими экспедициями на Юго-Западе США, начиная с первых раскопок в Колорадо и Вайоминге в 1877 году. Также руководил экспедициями в Монголии, занимавшимися поисками предков человека.
Наиболее значимой его монографией является двухтомный труд The Proboscidea: A Monograph of the Discovery, Evolution, Migration and Extinction of the Mastodonts and Elephants of the World, опубликованный в 1936 году, уже после смерти учёного.

## Семья
- Его сын, Генри Фэрфилд Осборн младший[англ.] (1887—1969), также был геологом; долгое время он возглавлял Нью-Йоркское зоологическое общество.